# 미사쿠보정
미사쿠보정(水窪町)은 시즈오카현 슈치군·이와타군에 존재했던 정이다. 시즈오카현 서부(엔슈)의 기타엔도에 위치했었다. 현재의 하마마쓰시 남서부 덴류구에 해당한다. 

## 역사
- 1889년 10월 1일 - 정촌제 시행으로 슈치군 오쿠야마촌이 되었다.
- 1903년 12월 1일 - 슈치군 오쿠야마촌의 일부를 분할해 슈치군 시로니시촌이 성립하였다.
- 1925년 5월 10일 - 슈치군 오쿠야마촌이 정으로 승격 개칭해 미사쿠보정으로 되었다.
- 2005년 7월 1일 - 하마마쓰시와 11개의 시정촌과 합병해 새로운 하마마쓰시의 일부가 되었다.

## 교통

### 도로
- 국도 제152호선
- 국도 제474호선